# Бала, Тхумма
Тхумма Бала (24 апреля 1944, Нариметта, Индия — 30 мая 2024) — католический прелат. Епископ Варангала с 17 ноября 1986 по 12 марта 2011. архиепископ Хайдарабада с 12 марта 2011 по 19 ноября 2020.

## Биография
Родился 24 апреля 1944 года в городе Нариметта, Индия. После получения богословского образования рукоположен 21 декабря 1970 года в священника для служения в епархии Варангала.
17 ноября 1986 года Римский папа Иоанн Павел II назначил Тхумму Балу епископом Варангала. 12 марта 1987 года состоялось рукоположение Тхуммы Балы в епископа, которое совершил архиепископ Хайдарабада Арулаппа, СамининиСаминини Арулаппа в сослужении с епископом Варангала в отставке Альфонсо Береттой и епископом Виджаявады Иосифом Тхуммой.
12 марта 2011 года назначен архиепископом Хайдарабада.
Умер 30 мая 2024 года в Каруна-пураме, в Варангале из-за болезней пожилого возраста, в возрасте 80 лет.